# Булдаково (Владимирская область)
Булдаково — упразднённая деревня в Вязниковском районе Владимирской области России.

## География
Урочище находится в северо-восточной части области, в зоне хвойно-широколиственных лесов, в пределах Волжско-Окского междуречья, на левом берегу Стёпанцевского ручья (левый приток Важели), на расстоянии 28 километров (по прямой) к юго-западу от города Вязники, административного центра района.

### Климат
Климат характеризуется как умеренно континентальный. Средняя температура воздуха самого холодного месяца (января) — −11,1 °C (абсолютный минимум — −48 °С), средняя максимальная температура воздуха (июля) — +23,3 °С (абсолютный максимум — +37 °С). Годовое количество атмосферных осадков составляет около 607 мм, из которых 413 мм выпадает в период с апреля по октябрь.

## История
В «Списке населенных мест Владимирской губернии по сведениям 1859 года» населённый пункт упомянут как удельная деревня Судогодского уезда, расположенная при речке Важили, в 58 верстах от уездного города. В деревне насчитывалось 5 дворов и проживало 48 человек (23 мужчины и 25 женщин).
По состоянию на 1905 год, в Булдакове имелось 7 дворов и проживало 45 человек. В административном отношении деревня входила в состав Воскресенской волости.
По данным 1926 года, в деревне имелось 12 хозяйств (в том числе 11 крестьянских) и проживало 52 человека (24 мужчины и 28 женщин). Являлась частью Голышовского сельсовета.
На момент упразднения входила в состав Эдонского сельсовета Вязниковского района. Упразднена решением облисполкома № 319 от 16 мая 1986 года как фактически не существующая.